# Ла Специја (округ)
Округ Ла Специја (итал. Provincia della Spezia) је округ у оквиру покрајине Лигурија у северозападној Италији. Седиште округа и највеће градско насеље је истоимени град Ла Специја.
Површина округа је 882 км², а број становника 220.788 (2008. године).

## Природне одлике
Округ Ла Специја се налази у северозападном делу државе, са изласком на Тиренско море (Ђеновски залив). Цела површина округа је са веома покренутим тереном. Јужни део округа је приморски (ривијера), густо насељен и привредно активнији. Северни део је планински (област северних Апенина), мање активан и слабо насељен. Већих водотока нема.
Северни део обале у оквиру округа Ла Специја је веома сликовит, са низом малих насеља укљештених зимеђу мора и планина, која сузбог лепоте и очуваности сврстана листу баштине УНЕСКОа под називом "Ћинкве Тере".

## Становништво
По последњим проценама из 2008. године у округу Ла Специја живи преко 220.000 становника. Густина насељености је велика, око 250 ст/км². Посебно је густо насељено уско приморско подручје.
Поред претежног италијанског становништва у округу живе и велики број досељеника из свих делова света.

## Општине и насеља
У округу Ла Специја постоји 32 општине (итал. Comuni).
Најважније градско насеље и седиште округа је град Ла Специја (94.000 ст.), а други по величини изначају је град Сарцана (22.000 ст.).